# Scelotes vestigifer
Scelotes vestigifer — вид сцинкоподібних ящірок родини сцинкових (Scincidae). Мешкає в Мозамбіку і Південно-Африканській Республіці.

## Поширення і екологія
Scelotes vestigifer мешкають на узбережжі південного Мозамбіку та провінції Квазулу-Наталь в ПАР, переважно на території заповідника іСімангалісо. Вони живуть серед прибережних піщаних дюн, на висоті до 100 м над рівнем моря.